# 482
L'any 482 (CDLXXXII) va ser un any comú començat en divendres del calendari julià.

## Esdeveniments
- Sidoni Apol·linar escriu sobre els costums gals
- Zenó (emperador) intenta reunificar l'església oriental i occidental sense èxit.[1]

## Naixements
- Justinià I (data probable) va ser l'emperador romà d'Orient des de l'any 527 fins al 565.[2][3]